# Adrián Gunino
Adrián Javier Gunino Duque (Montevideo, 3 maart 1989) is een Uruguayaans voormalig voetballer die doorgaans speelde als rechtsback. Tussen 2008 en 2016 speelde hij voor Danubio, Boca Juniors, Toulouse, Peñarol, Fénix, Almería en Córdoba.

## Carrière
Gunino startte zijn carrière als prof bij Danubio, waar hij in zijn eerste seizoen achttien maal voor uit kwam. In 2009 werd de rechtsback gehuurd door het Argentijnse Boca Juniors. Hij debuteerde voor die club op 3 september 2009 tegen Newell's Old Boys. Op 20 juni van het volgende jaar huurde het Franse Toulouse de toen 21-jarige Uruguayaan. In juli 2011 tekende hij voor Peñarol, wat hij in januari 2012 verliet. Een maand later had hij in Fénix een nieuwe club. Tijdens de zomer van 2012, op 23 juli, kwamen Fénix en Almería overeen tot een verhuur van de verdediger. In januari 2014 huurde Córdoba de Uruguayaan voor anderhalf jaar van Fénix. Na afloop van deze verhuurperiode verliet hij Fénix. Hierop zette hij een punt achter zijn loopbaan. Nadat hij gestopt was als voetballer, werd hij ambulanceverpleegkundige.